# Katsuya Iwatake
Katsuya Iwatake (岩武 克弥?, Iwatake Katsuya; Ōita, 4 giugno 1996) è un calciatore giapponese, difensore dello Yokohama FC.

## Palmarès

### Nazionale
- Universiade: 1

2017